# Christophe Soglo
Pour les articles homonymes, voir Soglo.
Christophe Soglo, né le 28 juin 1909 à Abomey et mort le 7 octobre 1983 à Cotonou, est un militaire et homme d'État béninois.

## Biographie

### Naissance
Christophe Soglo naît le 28 juin 1909, à Abomey, dans la colonie du Dahomey, et est issu d'une famille de chefferie traditionnelle fon du sud du pays et descendante de la noblesse du Danxomè.

### Carrière militaire dans l'Armée française
Soglo sert dans l'Armée française pendant la Seconde Guerre mondiale mais aussi en Indochine et en Algérie.

### Retour au Dahomey
À l'indépendance de la république du Dahomey en 1960, il regagne son pays et devient conseiller d'Hubert Maga, premier chef d'État de cette Nation. Nommé colonel puis chef d'état-major, il est chargé de la création et de l'organisation de l'armée nationale.
Le 28 octobre 1963, pour empêcher une guerre civile, Soglo renverse le pouvoir en place, dissout l'Assemblée nationale et établit un gouvernement provisoire avec lui-même à sa tête. Dans un communiqué, le Comité révolutionnaire populaire énumère les raisons qui ont provoqué la chute du gouvernement d'Hubert Maga et justifie son action par « [le] luxe des gouvernants, [l']augmentation abusive des portefeuilles ministériels, [les] revendications sociales insatisfaisantes, [les] promesses non tenues, [l']augmentation du coût de la vie de 105 %, [les] mesures antidémocratiques qui martyrisent et réduisent le peuple à néant ».
En janvier 1964, le colonel Soglo laisse les rênes de l'exécutif et autorise l'ancien Premier ministre Sourou Migan Apithy à devenir président. Mais très vite des querelles intestines apparaissent ; Soglo, promu général, réalise un nouveau coup d'État le 22 décembre 1965 et redevient président de la République. Il le demeure jusqu'au 17 décembre 1967, date à laquelle un groupe de jeunes officiers le renverse à son tour. Soglo se retire dès lors de la vie politique.
Il meurt le 7 octobre 1983, à l'âge de 74 ans, dans une quasi-indifférence générale.

## Distinctions et décorations
- Chevalier de la Légion d'honneur, remise en 1949[n 1].
- Croix de guerre des Théâtres d'opérations extérieurs, décernée en 1956[2].
- Officier de la Légion d'honneur, décernée en 1959[n 2].
- Commandeur de l'ordre national du Dahomey, attribuée le 1er août 1961[8].
- Grand-croix de l'ordre national du Dahomey, de droit en qualité de président de la République et grand maître de l'ordre, décernée en 1963[n 3].
- Grand-croix de la Légion d'honneur, décernée en 1967[n 4].